# U-229
U-229 — средняя немецкая подводная лодка типа VIIC времён Второй мировой войны.

## История
Заказ на постройку субмарины был отдан 7 декабря 1940 года. Лодка была заложена 3 ноября 1941 года на верфи «Германиаверфт» в Киле под строительным номером 659, спущена на воду 20 августа 1942 года. Лодка вошла в строй 3 октября 1942 года под командованием оберлейтенанта Роберта Шетелига.

### Флотилии
- 3 октября 1942 года — 28 февраля 1943 года — 5-я флотилия (учебная)
- 1 марта 1943 года — 22 сентября 1943 года — 6-я флотилия

### История службы
Лодка совершила 3 боевых похода. Потопила 2 судна суммарным водоизмещением 8 352 брт, повредила одно судно водоизмещением 3 670 брт. Потоплена 22 сентября 1943 года в Северной Атлантике, к юго-востоку от мыса Фарвель, Гренландия, в районе с координатами 54°36′ с. ш. 36°25′ з. д. глубинными бомбами, артогнём и тараном британского эсминца HMS Keppel. 50 погибших (весь экипаж).

### Волчьи стаи
U-229 входила в состав следующих «волчьих стай»:
- Neuland 6 — 8 марта 1943
- Ostmark 8 — 11 марта 1943
- Sturmer 14 — 20 марта 1943
- Leuthen 31 августа — 22 сентября 1943

### Атаки на лодку
- 17 мая 1943 года лодка была атакована четырьмя бомбами с самолёта типа «Каталина» и получила настолько тяжёлые повреждения, что была вынуждена вернуться на базу.